# Trêve de Compiègne
 (octobre 2015).
Amiens (1423) Arras (1435)
La trêve de Compiègne fut signée le 28 août 1429. Charles VII de France rencontra le duc Philippe III de Bourgogne dans cette ville à proximité de laquelle Philippe II de France s'était égaré dans la forêt, quelques siècles plus tôt.

## Historique
Après la bataille de Montépilloy, c'est dans cette ville de Picardie que fut signée une trêve qui prenait fin le 25 décembre 1429.
Dans cette trêve Charles VII déclarait renoncer à continuer ses opérations militaires sur la rive droite de la Seine. Cette trêve exceptait de l'armistice Saint-Denis, qui était déjà pris, Saint-Cloud, Vincennes, Charenton et Paris .
En outre le roi de France acceptait que son cousin Philippe III, duc de Bourgogne envoya des troupes à Jean de Lancastre, duc de Bedford, afin si le besoin s'en faisait sentir, d'assurer la défense de Paris.
Les villes picardes de Compiègne, Pont-Sainte-Maxence et Senlis devaient être restituées par Charles VII à Jean de Lancastre, duc de Bedford.
Par cet engagement le roi de France se privait d'un moyen essentiel pour reconquérir la capitale.